# Joachim Maier (Leichtathlet)
Joachim Maier ist ein Leichtathlet, welcher fast ausschließlich in der Disziplin "Gehen" auf verschiedenen Distanzen aktiv war und ist. Sein Verein ist der SV Breitenbrunn (1967) e.V..